# The Midsummer Station
The Midsummer Station là album phòng thu thứ tư của Owl City. Album được phát hành vào ngày 17 tháng 8 năm 2012.

## Danh sách bài hát
| STT | Nhan đề                                    | Sáng tác                                                                   | Sản xuất                            | Thời lượng |
| --- | ------------------------------------------ | -------------------------------------------------------------------------- | ----------------------------------- | ---------- |
| 1.  | "Dreams and Disasters"                     | Adam Young, Emily Wright, Nate Campany                                     | Adam Young                          | 3:45       |
| 2.  | "Shooting Star"                            | Young, Mikkel S. Eriksen, Tor Erik Hermansen, Matthew Thiessen, Dan Omelio | Stargate, Adam Young                | 4:07       |
| 3.  | "Gold"                                     | Josh Crosby, Campany, Wright                                               | Josh Crosby, Adam Young (add.)      | 3:56       |
| 4.  | "Dementia" (hợp tác với Mark Hoppus)       | Young                                                                      | Adam Young                          | 3:31       |
| 5.  | "I'm Coming After You"                     | Young, Thiessen, Brian Lee                                                 | Adam Young, Brian Lee (add.)        | 3:29       |
| 6.  | "Speed of Love"                            | Young, Thiessen, Sam Hollander                                             | Adam Young                          | 3:28       |
| 7.  | "Good Time" (song ca với Carly Rae Jepsen) | Young, Thiessen, Lee                                                       | Adam Young                          | 3:26       |
| 8.  | "Embers"                                   | Young, Wright, Campany                                                     | Adam Young                          | 3:45       |
| 9.  | "Silhouette"                               | Young                                                                      | Adam Young                          | 4:12       |
| 10. | "Metropolis"                               | Young, Thiessen                                                            | Adam Young, Matthew Thiessen (add.) | 3:39       |
| 11. | "Take It All Away"                         | Young, Allan P. Grigg, Wright, Campany                                     | Kool Kojak, Adam Young              | 3:31       |

| Ca khúc tặng kèm trên iTunes Store | Ca khúc tặng kèm trên iTunes Store | Ca khúc tặng kèm trên iTunes Store | Ca khúc tặng kèm trên iTunes Store | Ca khúc tặng kèm trên iTunes Store |
| STT                                | Nhan đề                            | Sáng tác                           | Sản xuất                           | Thời lượng                         |
| ---------------------------------- | ---------------------------------- | ---------------------------------- | ---------------------------------- | ---------------------------------- |
| 12.                                | "Bombshell Blonde"                 | Young, Thiessen                    | Adam Young                         | 3:26                               |

| Ca khúc tặng kèm ở Nhật | Ca khúc tặng kèm ở Nhật | Ca khúc tặng kèm ở Nhật |
| STT                     | Nhan đề                 | Thời lượng              |
| ----------------------- | ----------------------- | ----------------------- |
| 12.                     | "Top of the World"      | 3:30                    |

- Danh sách ca khúc được lấy từ phần ghi chú trong album The Midsummer Station.[5]

## Xếp hạng
| Bảng xếp hạng (2012)            | Vị trí cao nhất |
| ------------------------------- | --------------- |
| Australian Albums Chart         | 29              |
| Belgian Albums Chart (Flanders) | 82              |
| Belgian Albums Chart (Wallonia) | 144             |
| Dutch Albums Chart              | 36              |
| French Albums Chart             | 88              |
| German Albums Chart             | 44              |
| New Zealand Albums Chart        | 24              |
| Norway Albums Chart             | 35              |
| Swiss Albums Chart              | 61              |
| UK Albums Chart                 | 34              |
| Canadian Albums Chart           | 1               |
| US Billboard 200                | 7               |